# Баярд, Джордж Дэшиелл
Джордж Дэшиелл Баярд (англ. George Dashiell Bayard; 18 декабря 1835 — 14 декабря 1862) — кадровый американский военный, генерал армии Союза в годы Гражданской войны. Получил смертельное ранение в сражении при Фредериксберге.

## Ранние годы
Джордж Баярд родился в селении Сенека-Фолс с штате Нью-Йорк в семье Самуэля Джона Баярда и Джейн Энн Дэшиелл. Его называют прямым потомком французского рыцаря Пьера де Баярда.
Семья вскоре переехала на Территорию Айова. В 1852 году Баярд поступил в военную академию Вест-Пойнт, которую окончил 11-м по успеваемости в выпуске 1856 года. Он был определён вторым лейтенантом в 1-й кавалерийский полк.
В 1856 году он служил в форте Ливенворт, в 1857 участвовал в экспедиции против шайеннов (вместе с Джебом Стюартом), в 1857—1858 служил в форте Рилей в Канзасе, участвовал в Ютской экспедиции 1858 года, служил в Джефферсоновских казармах в 1859—1860 и участвовал в походе на команчей в 1860 году, где 11 июля в перестрелке у Бентс-Форд был ранен в лицо отравленной стрелой.
16 марта 1861 года получил звание первого лейтенанта.

## Гражданская война
Через несколько месяцев после начала войны, 20 августа 1861 года, Баярд стал капитаном 4-го кавалерийского полка. 14 сентября он стал полковником добровольческой армии и возглавил 1-й пенсильванский кавалерийский полк. С 27 сентября 1861 по май 1862 года полк Баярда использовался для обороны Вашингтона и 20 декабря 1861 года участвовал в сражении при Дрейнсвилле.
28 апреля 1862 года Баярд получил звание бригадного генерала добровольческой армии и получил одну из кавалерийских бригад Раппаханокского департамента. 16 апреля 1862 года его бригада участвовала в перестрелке у Фалмута, а 18 апреля стояла во Фредериксберге. В мае бригада была направлена в долину Шенандоа для участия в операции по окружению армии Томаса Джексона. Федералам не удалось окружить Джексона, но кавалерия Баярда активно преследовала противника и нанесла несколько поражений конфедеративной кавалерии из-за чего генерала Джорджа Стюарта временно отстранили от командование кавалерийскими частями, заменив его на Тёрнера Эшби. 6 июня 1862 года кавалерия Баярда участвовала в перестрелке у Харрисонберга, где был убит Тёрнер Эшби. 9 июня Баярд участвовал в сражении при Порт-Репаблик: ему удалось совершить дерзкий рейд на Порт-Репаблик и едва не захватить в плен самого Джексона.
В ходе Северовирджинской кампании Баярд стал командиром кавалерии III корпуса Вирджинской армии (Переименованный впоследствии в Первый корпус Потомакской армии). Баярд участвовал в сражении у Кедровой горы и во втором сражении при Бул-Ран.
Во время наступления Потомакской армии на Фредериксберг, в декабре 1862 года, Баярд был самым старшим по званию кавалеристом в армии. 13 декабря, в день сражения при Фредериксберге, он содействовал наступлению корпуса Франклина, около 14:00 отправился в штаб Франклина, где попал под артиллерийский обстрел и был ранен осколком снаряда. Через 24 часа Баярд скончался.
Некоторые исследователи полагают, что как старший по званию, Баярд мог бы быть назначен командиром кавалерийского корпуса после его создания весной 1863 года — во всяком случае, после отставки Стоунмана 15 мая именно он мог бы принять командованием корпуса вместо Плезантона. И в этом случае федеральная кавалерия в геттисбергской кампании действовала бы гораздо эффективнее.